# Stopplaats Statistiek
Statistiek is een voormalige spoorweghalte tussen Voorschoten en Den Haag, aan de Oude lijn tussen de huidige stations Voorschoten en Den Haag Mariahoeve. De stopplaats was open van 1944 tot 1949 enkel voor medewerkers van het CBS en was om die reden ook niet opgenomen in de reguliere dienstregeling.